# Embalse de Sennar
El embalse de Sennar se encuentra en el Nilo Azul, cerca de la población de Sennar, en el estado de Gezira (Al Jazirah), en Sudán, a 350 km al sur de Jartum. Fue construido en la década de 1920, durante la dominación británica, por la constructora civil Pearson & Sons, Ltd. Su objetivo era la irrigación de la planicie de Gezira.
La presa tiene 3025 m de longitud y una altura máxima de 40 m.
En 1925 se inició un programa denominado Esquema de Gezira para promover el cultivo de algodón en la región del sur de Nubia. Con este fin se construyó la presa de Sennar y numerosos canales de riego al oeste del Nilo Azul.
El objetivo inicial era regar 1200 km² de la llanura situada al noroeste de Sennar, y extenderse lo más posible por los 12 000 km² de la planicie de Gezira, que se extiende entre el Nilo Azul y el Nilo Blanco, al oeste, uniendo los canales de Sennar con los que proceden del embalse de Jebel Aulia.
Recientemente, los cultivos industriales de algodón han sido sustituidos en su mayoría por cultivos de trigo, más útiles para la alimentación.
Entre el embalse de Sennar (15 MW) y el embalse de Roseries (280 MW), también el Nilo Azul, se produce el 80 % de la electricidad de Sudán.
La instalación de turbinas para aprovechar la energía hidráulica del agua en la presa proporciona 15 MW en la central de Sennar.

## Construcción
Los trabajos de la presa se iniciaron en 1914, y se vieron interrumpidos por la Primera Guerra Mundial. En 1919 se reanudaron bajo la Sudan Construction Company, que detuvo las obras en 1921 por el sobrecoste del proyecto.
EN 1922, seis firmas inglesas fueron invitadas a completar la presa y conectar el sistema de canales, y finalmente ganó el concurso S. Pearson & Sons, Ltd, of London, que completó la obra en 1925.
Para evitar que la presa se viese afectada por las importantes crecidas del río durante la época de las lluvias se colocaron láminas de acero apiladas en el lecho del río, reforzadas con rocas y tierra en los cimientos de la presa, que tienen 30 m de anchura. La presa se construyó con cemento y granito. En la parte alta tiene 7 m de anchura.
En la construcción trabajaron unos 20.000 hombres, muchos de ellos excavando los canales.
Al terminar la construcción, el canal principal tenía 110 km de longitud, y los canales radiales 800 km.